# ロンドン・レビュー・オブ・ブックス
ロンドン・レビュー・オブ・ブックス(英語: London Review of Books）は、隔週刊のイギリスの書評誌・思想誌。

## 概要
1979年、タイムズ紙が労働争議により休刊していた時期に創刊。
創刊時の編集人はユニヴァーシティ・カレッジ・ロンドン英文学教授（当時）のカール・ミラー、「タイムズ文芸付録」紙の編集者を務めたことのあるメアリー＝ケイ・ウィルマース、イギリスの出版社ジョナサン・ケイプ者で編集者を務めたことのあるスザンナ・クラップ。創刊から半年はニューヨーク・レビュー・オブ・ブックスの付録として発行された。1980年5月から独自発行に移行。主要寄稿者のひとりから「一貫して急進的」と形容される編集方針を続けている。
「タイムズ文芸付録」とは異なり、ロンドン・レビュー・オブ・ブックスの記事の大半は長文で、1号あたり15記事程度である。書評以外の記事も毎号あり、映画や展覧会を論じた短文記事も載っている。政治や社会を論じた論説や記事もよく載っている。
1992年からメアリー＝ケイ・ウィルマースが編集主幹を務める。2009年の1号あたり平均発行部数は48,555部。
タイムズ紙の2010年1月の報道によると、ロンドン・レビュー・オブ・ブックスは2万7000ポンドの赤字を抱えており、ウィルマース家が補填しているとのことである。